# Passaporto montenegrino
Il passaporto montenegrino è un documento di identità rilasciato ai propri cittadini dalla Repubblica del Montenegro per i loro viaggi all'estero.
Vale come prova del possesso della cittadinanza montenegrina ed è necessario per richiedere assistenza e protezione presso le ambasciate del Montenegro nel mondo.

## Caratteristiche
Il passaporto montenegrino ha la copertina di colore rosso borgogna, come quelli dell'Unione europea, con al centro lo stemma nazionale. Sopra l'emblema la scritta, in caratteri dorati, "CRNA GORA" e "MONTENEGRO" leggermente più piccolo mentre sotto le scritte "PASOŠ", "PASSPORT" e "PASSEPORT". Nel passaporto biometrico (e-passport) compare anche l'apposito simbolo, sempre dorato, 
La pagina dei dati è in lingua montenegrina, inglese e francese. A differenza dei passaporti rilasciati nel passato, che utilizzavano sia il cirillico sia l'alfabeto latino, l'attuale passaporto montenegrino utilizza esclusivamente l'alfabeto latino.
Il 1º gennaio 2010, il governo ha invalidato ufficialmente tutti i passaporti non biometrici, anche se la data di scadenza era oltre il 1º gennaio 2010, e di conseguenza i cittadini montenegrini che desiderano uscire dal paese devono dotarsi del nuovo passaporto.